# Risotto

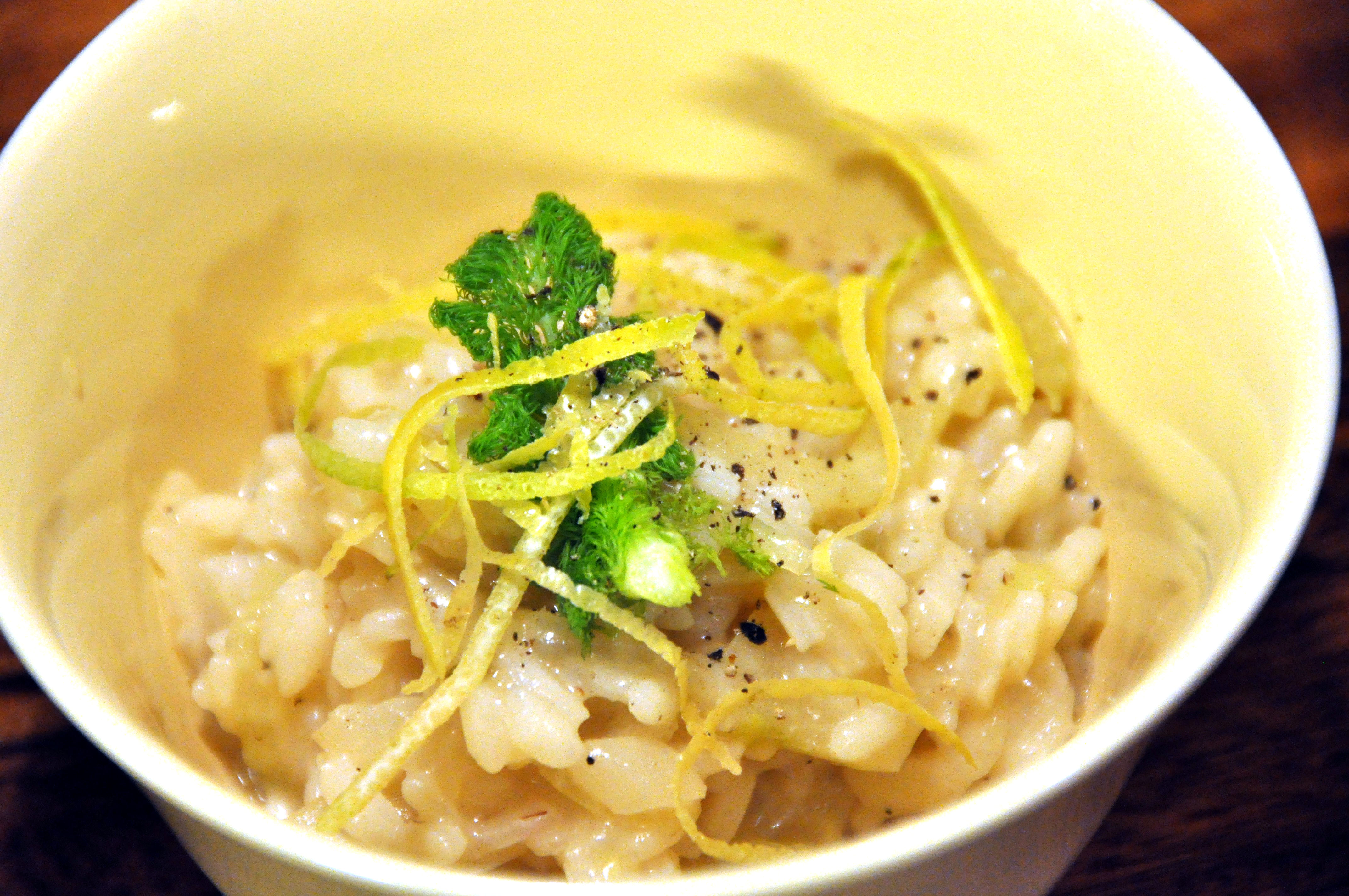
Risotto mit Fenchel und Zitrone

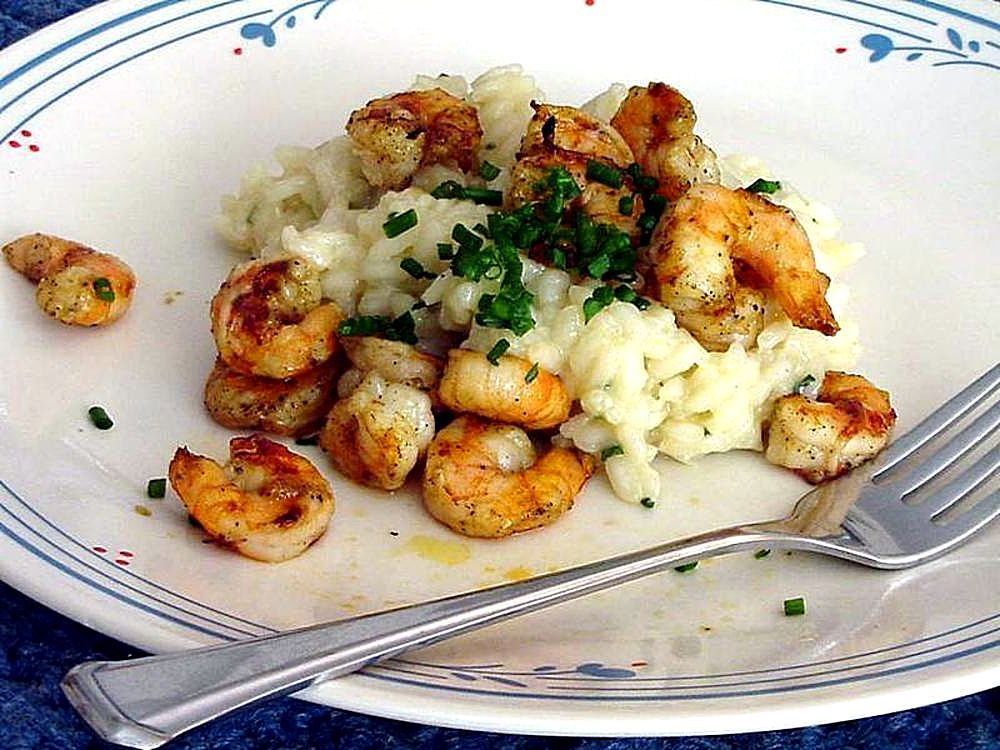
Gegrillte Shrimps auf Risotto mit Zitrone und Schnittlauch

Der (oder das) Risotto ([riˈzɔtto] (anhörenⓘ) oder süditalienisch [riˈsɔtto] (anhörenⓘ)) ist ein norditalienisches Breigericht aus Reis, das in verschiedenen Variationen zubereitet wird. Kennzeichnend für fast alle Zubereitungsarten ist, dass Mittelkornreis und Schalotten in Fett angedünstet werden und in Brühe garen, bis das Gericht sämig ist, die Reiskörner aber noch bissfest (al dente), jedoch ausreichend gegart und nicht mehr hart sind. Je nach Rezept kommen noch Wein, Pilze, Meeresfrüchte, Fleisch, Gemüse, seltener Obst (Erdbeeren, Äpfel, Blaubeeren), Gewürze und Käse (meist Parmesan) hinzu.
Reis ist seit der Renaissance in Italien bekannt und wird vorwiegend in der Po-Ebene angebaut. Die bekanntesten für Risotto geeigneten Sorten sind Arborio, Vialone und Carnaroli. Bruchreis, der häufig als Milchreis verkauft wird, ist nicht geeignet, da er bei der Zubereitung nicht die gewünschte Konsistenz erhält. Langkornreis ist, unabhängig von der Qualität, für Risotto ebenfalls ungeeignet, da er bissfest gegart zu wenig der für die sämige Konsistenz verantwortlichen Stärke freisetzt.
In der italienischen Küche wird Risotto als erster Hauptgang (primo piatto) oder als Beilage zu einem Schmorgericht wie Risotto alla milanese zu Ossobuco serviert.

## Typische Risotto-Gerichte

### Grundrezept
Zur Zubereitung werden gehackte Schalotten in Fett glasig gedünstet, trockener Reis hinzugefügt und etwas angeschwitzt. Dann wird mit heißer Fleisch- oder Geflügelbrühe abgelöscht, oft auch zu Anfang mit Wein. Während der Garzeit muss immer wieder kochend heiße Flüssigkeit zugegeben und umgerührt werden. Das fertige Risotto soll je nach Rezept noch mehr oder weniger suppig sein, der Reis außen cremig und innen bissfest, aber nicht hart. Zum Abschluss wird reichlich Butter und bei den meisten Rezepten geriebener Parmesan untergerührt.

### Risotto bianco
Risotto bianco (weißer Risotto als Beilage) wird nach dem Grundrezept zubereitet. Zu den Schalotten kommt zusätzlich etwas frischer Salbei, abgelöscht wird mit einem Glas Weißwein. Der Risotto wird mit Butter und Parmesan vollendet.

### Risotto alla milanese

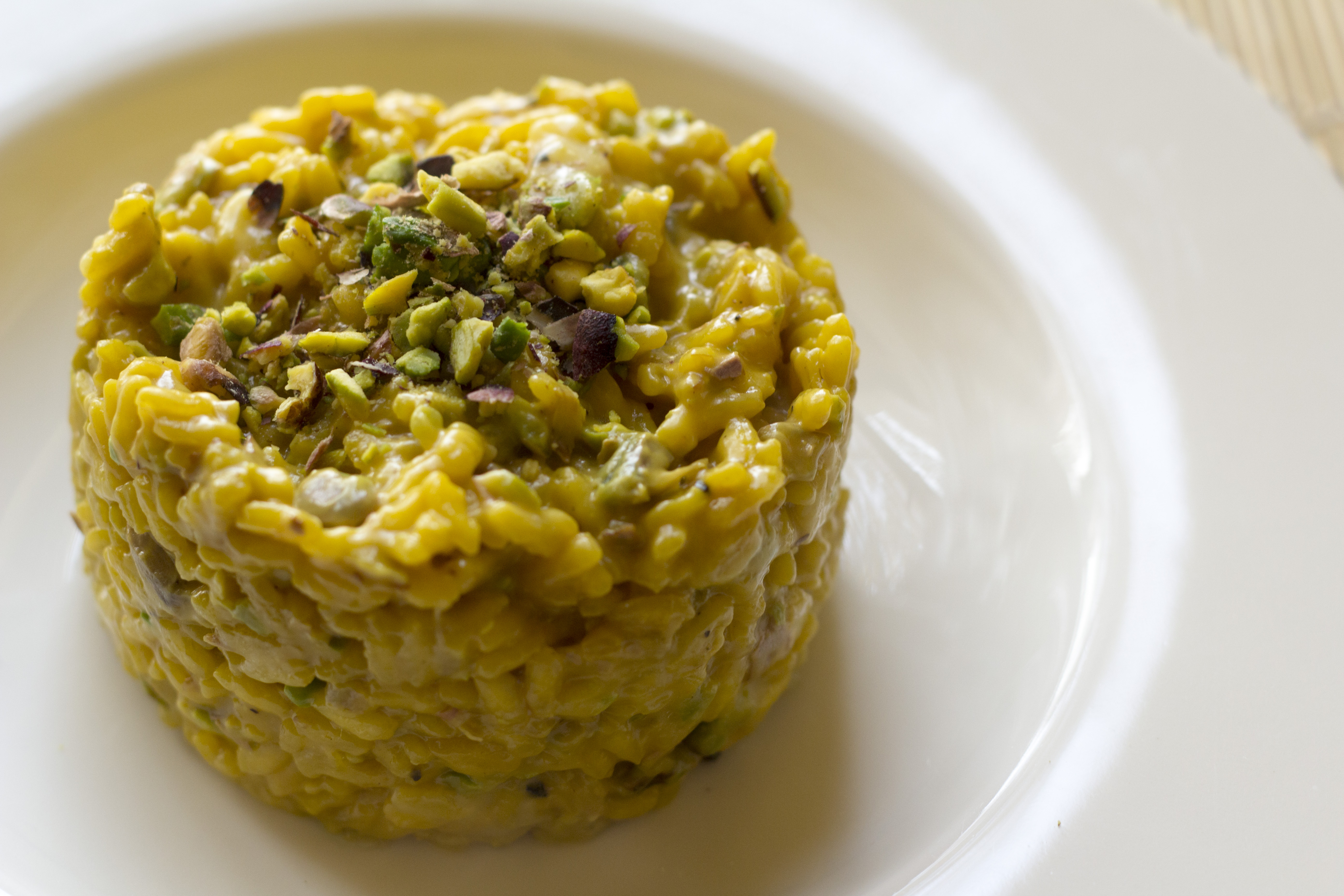
Risotto alla milanese mit Pistazien

Risotto alla milanese (Safranreis nach Mailänder Art) wird mit Safranfäden gefärbt, zum Anschwitzen der Schalotten wird Rinderknochenmark mit etwas Butter verwendet, was dem Gericht zusammen mit dem Safran sein typisches Aroma verleiht. Weitere Zutaten sind Butter und Parmesan am Schluss. Darüber, ob Wein verwendet werden sollte, sind die Meinungen geteilt. Wenn ja, ist die traditionelle Methode, den angedünsteten Reis mit einem Glas Rotwein (in modernen Rezepten auch Weißwein) abzulöschen, bevor die Brühe hinzugefügt wird. Als beste Brühe gilt die, die bei der Zubereitung von Bollito misto, einem üppigen Siedefleisch aus Huhn, Rind und Kalb, entsteht.

### Risotto agli asparagi
Risotto agli asparagi (Risotto mit Spargel) wird mit (meist grünem) Spargel zubereitet. Die Spargelspitzen werden abgetrennt. Die kleingeschnittenen Stangen werden in Salzwasser gegart und der Kochsud anstelle von Brühe für den Risotto verwendet. Die Spargelköpfe werden separat in etwas Butter gedünstet. Sie werden zum Ende der Zubereitung zusammen mit den Spargelstücken nach der Butter und dem Parmesan in den Risotto gemischt.

### Risotto nero

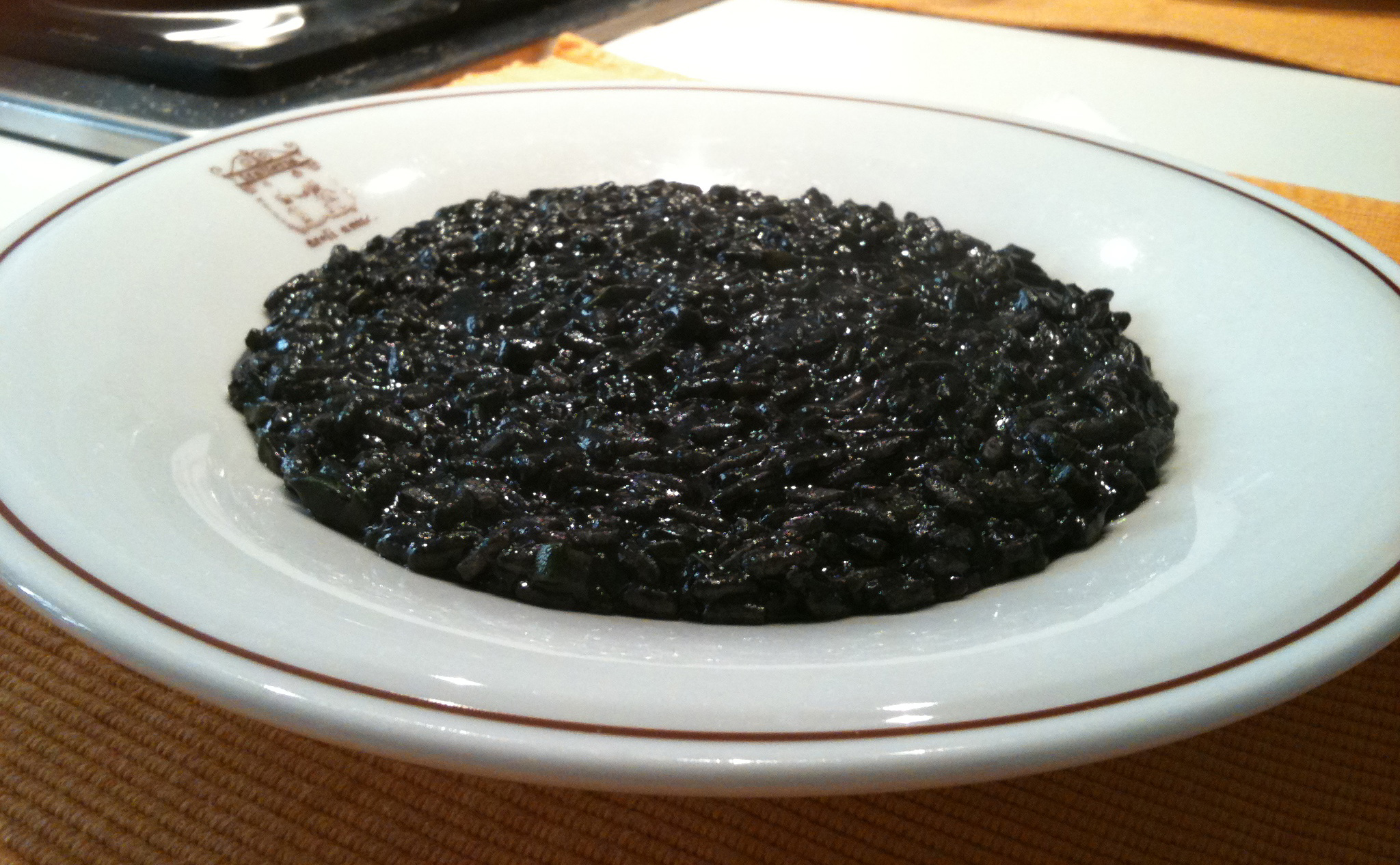
Risotto nero

Risotto nero (schwarzer Risotto) wird mit kleinen Tintenfischen zubereitet. Die Farbe erhält er von deren Tinte. Die geputzten Tintenfische werden in Streifen geschnitten mit Schalotten, Knoblauch und Petersilie in Olivenöl gedünstet, mit Weißwein abgelöscht und gegart. Anschließend werden der Reis und die Tinte hinzugefügt. Die weitere Zubereitung erfolgt nach dem Grundrezept. Als Flüssigkeit wird Fischfond verwendet. Statt Butter und Käse wird am Schluss nur reichlich schwarzer Pfeffer hinzugegeben. Als Beilage kann Risotto nero auch nur mit Tinte – ohne die Tintenfische – zubereitet werden. In manchen Fischgeschäften ist frische Tinte abgepackt erhältlich.

### Risotto ai funghi

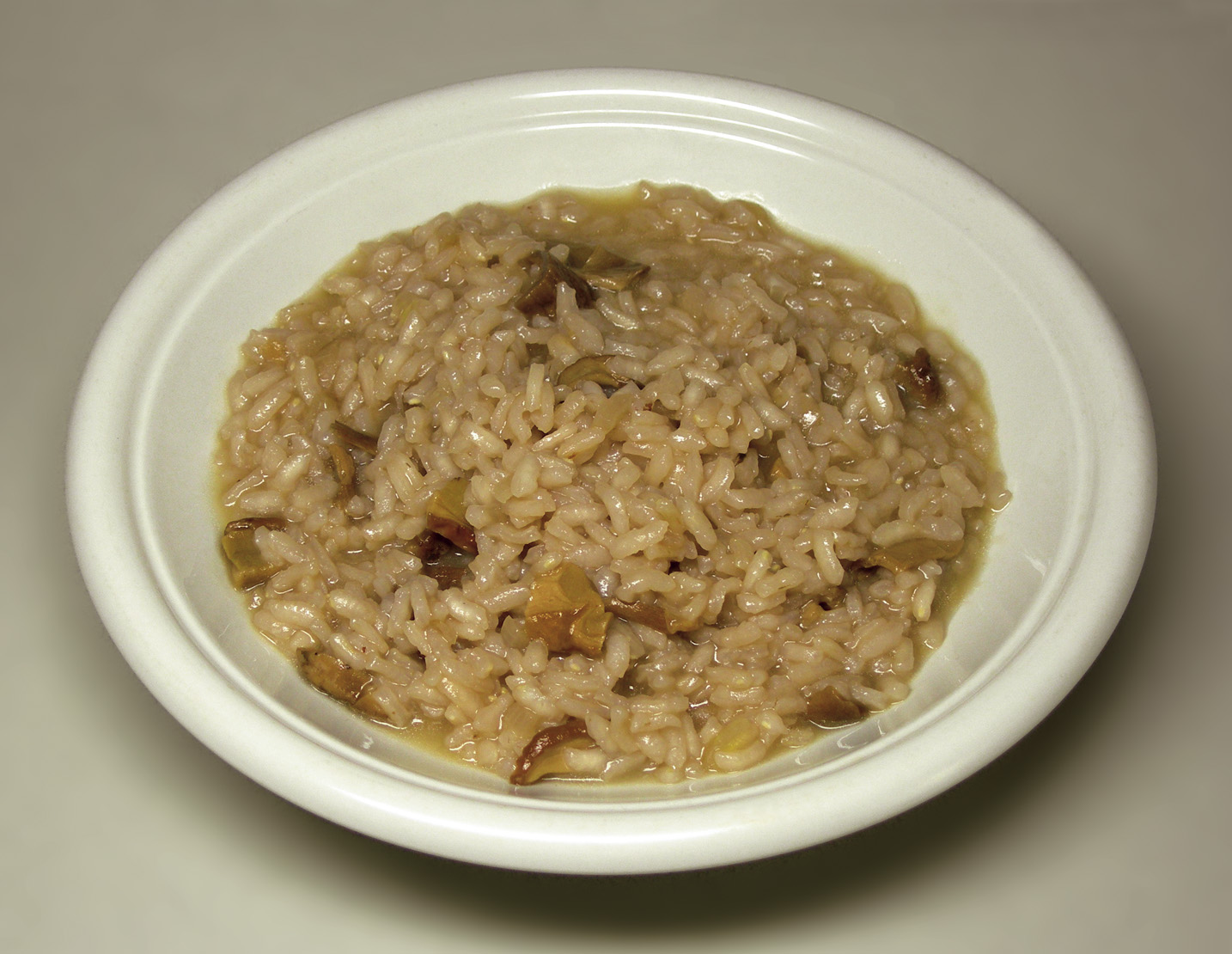
Risotto mit getrockneten Steinpilzen

Risotto ai funghi (Risotto mit Pilzen) wird wie Risotto bianco zubereitet. Statt Salbei werden geschnittene Steinpilze oder andere Speisepilze mit Schalotten angedünstet und mit Weißwein abgelöscht. Es können auch eingeweichte Trockenpilze verwendet werden.

### Risi e bisi

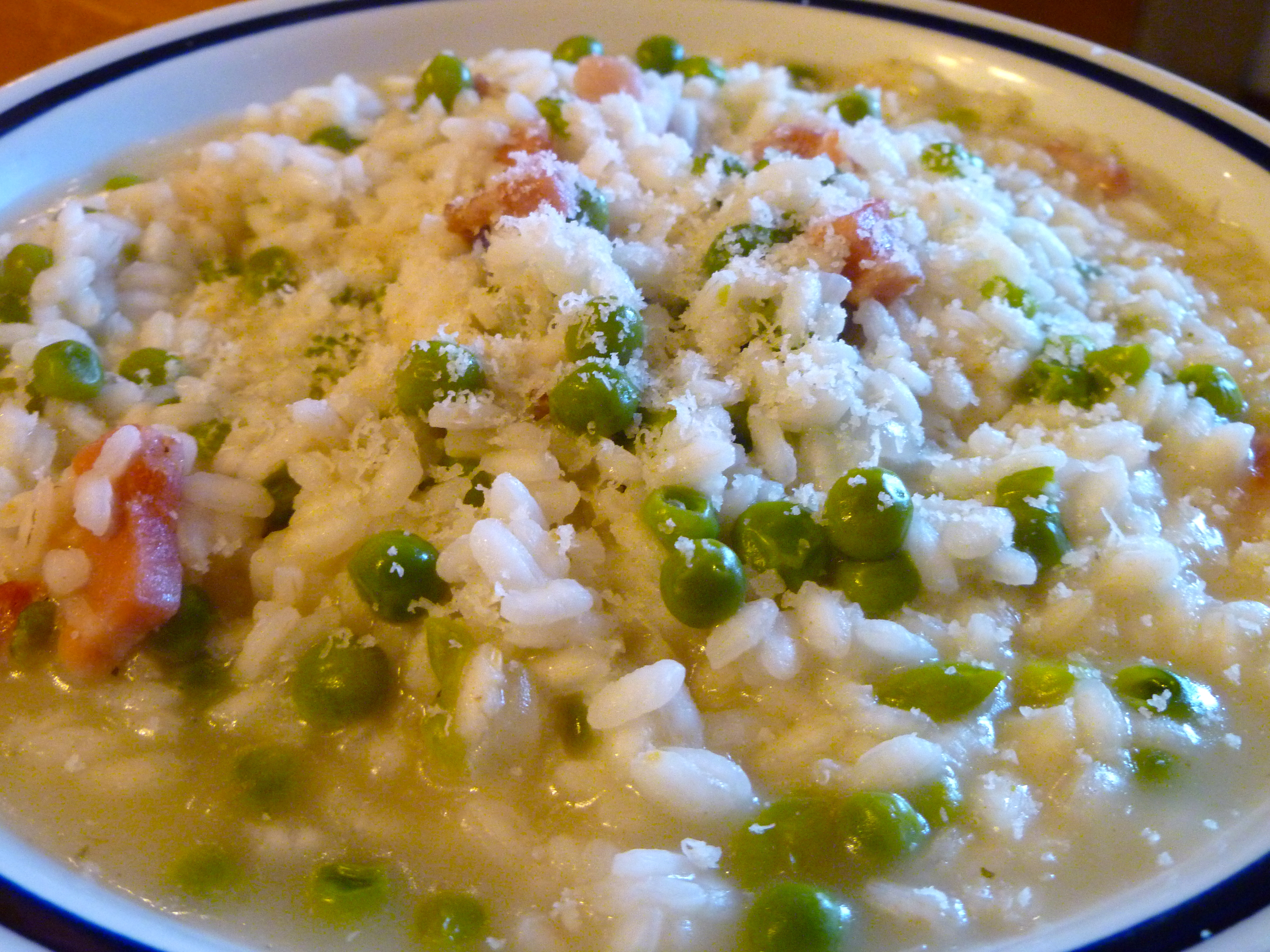
Risi e bisi

Risi e bisi (Reis mit Erbsen; auch Risibisi oder Risi-Pisi genannt) ist ein Klassiker der venezianischen Küche, der jährlich am Markustag dem Dogen von Venedig als erster Gang serviert wurde. Zur Zubereitung werden Pancetta, Schalotten und Petersilie in einer Mischung aus Olivenöl und Butter angeschwitzt, die jungen Erbsen und ein wenig starke Fleischbrühe (evtl. mit Fleischextrakt) hinzugegeben und alles eine kurze Zeit gedünstet. Dann wird mit kochender Fleischbrühe aufgefüllt, der Reis dazugegeben und gegart. Nach dem Abschmecken mit Salz, Pfeffer und Zucker werden noch Butter und Parmesan untergemischt. Sehr junge Erbsen können mit den Schoten verwendet werden.